# The Suffragist
The Suffragist est un journal hebdomadaire américain édité par The Congressional Union for Woman Suffrage (L'Union du Congrès pour le droit de vote des femmes) à partir de 1913. Les publications ont pour objectif commun de faire avancer la cause du suffrage féminin. Il est lancé par la suffragiste américaine Alice Paul, alors membre de la National American Woman Suffrage Association, entourée de la journaliste Rheta Louise Childe Dorr nommée première rédactrice en chef. Le journal cesse d'être publié en 1920, à la suite de l'adoption du dix-neuvième amendement de la Constitution des États-Unis permettant aux femmes de voter.

## Genèse

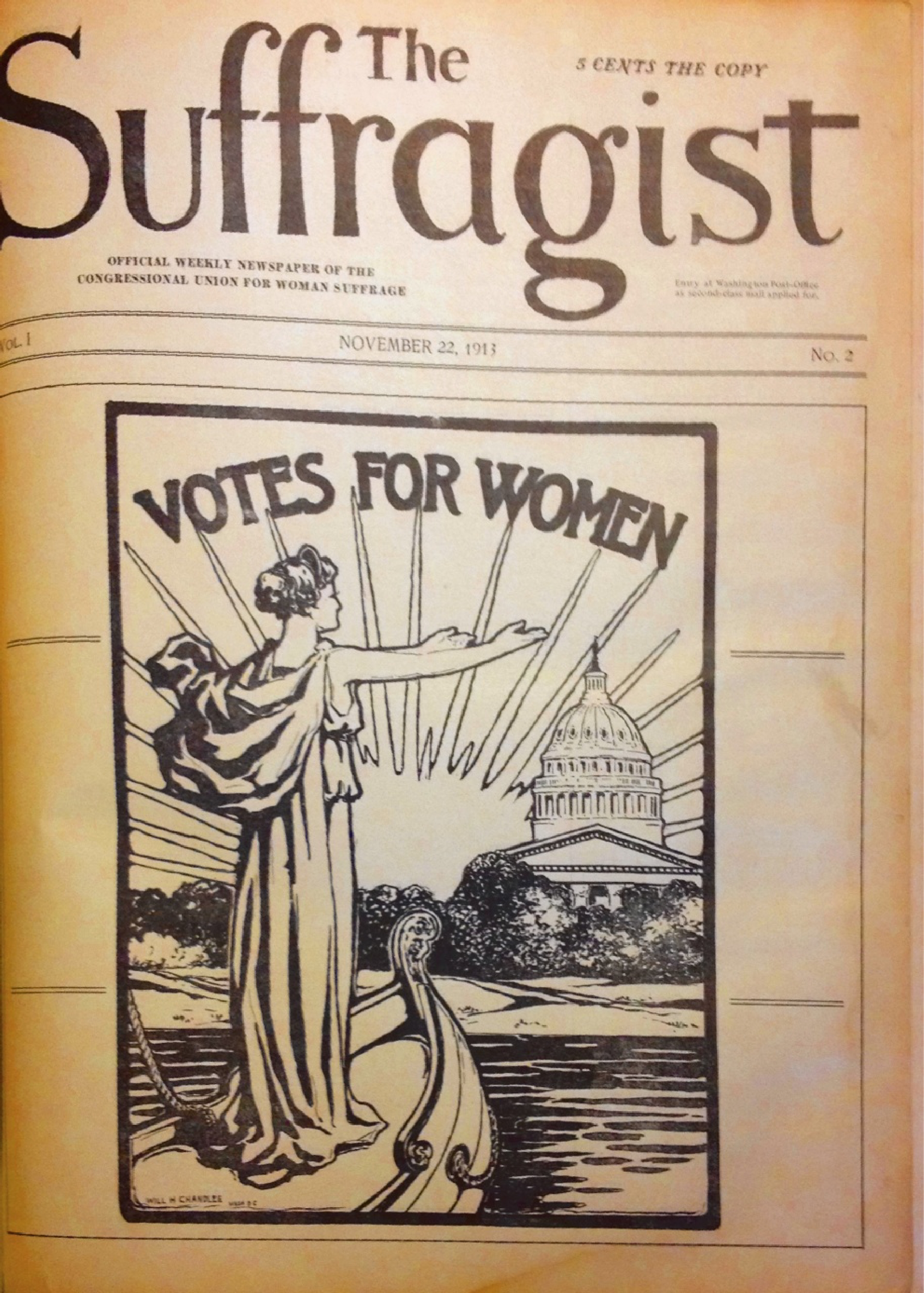
Une du journal (22 novembre 1913).

Considéré comme «le seul journal politique féminin aux États-Unis», l'Union du Congrès pour le suffrage des femmes, devenu plus tard le Parti national des femmes, lance le journal le 15 novembre 1913, afin de générer un soutien financier et public à l'adoption de l'amendement. The Suffragist, avec ses articles détaillés, ses images puissantes et graphiques et son utilisation de la propagande visuelle, est un outil essentiel dans la stratégie du Parti national des femmes pour obtenir le droit de vote,.
En 1914, Alice Paul et Lucy Burns remplacent la journaliste Rheta Louise Childe Dorr comme responsables de la publication. À partir de 1917, Edith Houghton Hooker, fondatrice du Maryland Suffrage News, devient à son tour rédactrice en chef du média.

## Ligne éditoriale
Tout au long de sa durée de publication, The Suffragist a rendu compte de l'état de l'avancée de l'amendement sur le suffrage, avec des mises à jour sur les actions législatives en cours liées à sa progression à travers le Congrès de États-Unis. Le journal a également informé ses lecteurs des avancées nationales et internationales importantes dans la lutte pour l'émancipation des femmes. Les rubriques régulières du titre de presse comprenaient notamment des notes de la semaine, des commentaires de la presse, une liste des nouveaux abonnés et un rapport sur l'état actuel de la modification du droit de vote. 
« La femme qui lit notre journal sera informée de ce qui se passe au Congrès, pas seulement des événements du suffrage, bien qu'ils viennent en premier, mais de toutes les procédures d'intérêt particulier pour les femmes. Les hommes ne se rendent pas compte à quel point les changements qui ont lieu dans la conduite du Congrès sont sérieux. Les femmes devront les en informer. Ce n'est que dans les pages de The Suffragist que vous trouverez les informations dont vous avez besoin. » The Suffragist, 1914
Des articles de fond ont mis en avant les activités et les événements du suffrage, ainsi que les leaders revendiqués du mouvement. La couverture de l'hebdomadaire consistait principalement en des caricatures politiques de Nina Allender, caricaturiste officielle du National Woman's Party (NWP), ou en des photographies d'événements majeurs tels que des défilés, des visites d'automobiles, des piquets de grève et des arrestations à la Maison Blanche.
Les publicités présentent dans The Suffragist offraient une visibilité aux entreprises locales favorables à l'affranchissement des femmes. Le NWP a également inséré occasionnellement des publicités pour ses propres sources de revenus supplémentaires comme un salon de thé public, une pension de famille ou la location de salles pour des événements spécifiques.

## Héritage
En 1920, à la suite de l'adoption du dix-neuvième amendement de la Constitution des États-Unis, le NWP interrompt la publication. En 1923, Equal Rights devient le successeur de The Suffragist avec pour objectif l'adoption d'un nouvel amendement de la Constitution sur l'égalité des droits devenu l'Equal Rights Amendment.The Suffragist continue cependant de fournir une histoire documentée du mouvement à travers ses années de mobilisation.
Les exemplaires du journal ne sont pas indexés, mais le Belmont-Paul Women's Equality National Monument à Washington, donne accès à des copies sur microfilm.